# NonStop Television
NonStop Television AB är ett företag som distribuerar och utvecklar television i Sverige, Norge, Danmark, Finland och Island. Företaget ingår i Millennium Media Group som sedan augusti 2010 ägs av Turner Broadcasting System som ingår som en fristående del i en av världens största mediekoncerner Time Warner. VD är Ignas Scheynius. Företaget ligger bakom flera nischkanaler på den svenska och skandinaviska marknaden, bland dessa återfinns TV7, Star!, Silver och Showtime med flera. Flera av dem görs på franchisebasis i samarbete med amerikanska, kanadensiska eller franska ägare. Sändningarna sker från företagets uppspelningscentraler i Stockholm i Sverige och i Tallinn i Estland.

## Bakgrund

### E! ersätts av kanadensiska Star!
NonStop Televisions första kanal, E!, lanserades den 1 september 2000 i samarbete med den amerikanska nöjeskanalen E! som ägs av Comcast (50 %), The Walt Disney Company (40 %) och Liberty Media (10 %). NonStop Television bytte dock samarbetspartner den 1 juli 2004 till den kanadensiska kopian Star! från CHUM varpå den skandinaviska kanalen nylanserades som Star!. E! ville i egen regi lansera en paneuropeisk version av sin kanal vilket även skulle inkludera den skandinaviska marknaden. Så skedde också under 2005 då E! fick nypremiär i de Skandinaviska länderna, denna gång i första hand på Viasat-plattformen.
I praktiken framstod det som att E! hade bytt namn till Star! i Skandinavien. Att det i själva verket var Non Stop som inte längre hade rättigheter att på franchisebasis produceras en skandinavisk variant av E! kommunicerades aldrig till tittarna. I näten Boxer, Canal digital och Com hem försvann E! helt och ersattes av den kanadensiska kopian.
Den 30 september 2004 lanserades en filmkanal vid namn Showtime på franchisebasis i samarbete med amerikanska Viacom. Den 1 september 2005 inleddes ett avtal med Lagardere Networks International om distribution av musikkanalen Mezzo. Våren 2006 kom ytterligare en filmkanal med namnet Silver som fokuserar på kvalitetsfilm som två år senare även lanserades i HD.

### Uppköpet av TV7
Under 2008 köpte företaget kanalen TV7 från Aftonbladet. Kanalen hade trots en påkostad lansering från de tidigare ägarna inte lockat den publik man hoppats på. Tittare och annonsörer hade nästan helt uteblivit och förlusterna var i mångmiljonklassen. I samband med köpet försvann nyhetssändningarna från kanalen. Ett par slottar med långfilmer dök upp i tablåerna under sen eftermiddag och prime time. Program från systerkanalen Star! fick utrymme i TV7 i väntan på annat innehåll vilket visade sig ta längre tid än beräknat. Non Stop meddelade samtidigt att kanalen skulle få en helt ny tablå i samband med att den även började distribueras till abonnenter i Finland, Norge och Danmark. Den nya tablån med större fokus på dramatik förväntades träda i kraft i samband med årsskiftet 2008/2009.

## NonStops kanaler
- Star!
- Showtime
- Silver
- Silver HD
- TV7 från och med 2008
- Luxe TV
- Mezzo
- Rush HD
- VOOM HD
- E! fram till 2004